# Tunelul iubirii

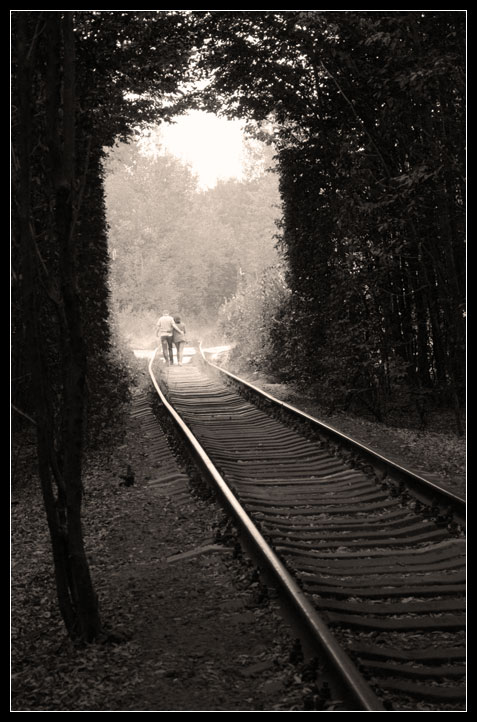
Tunelul iubirii

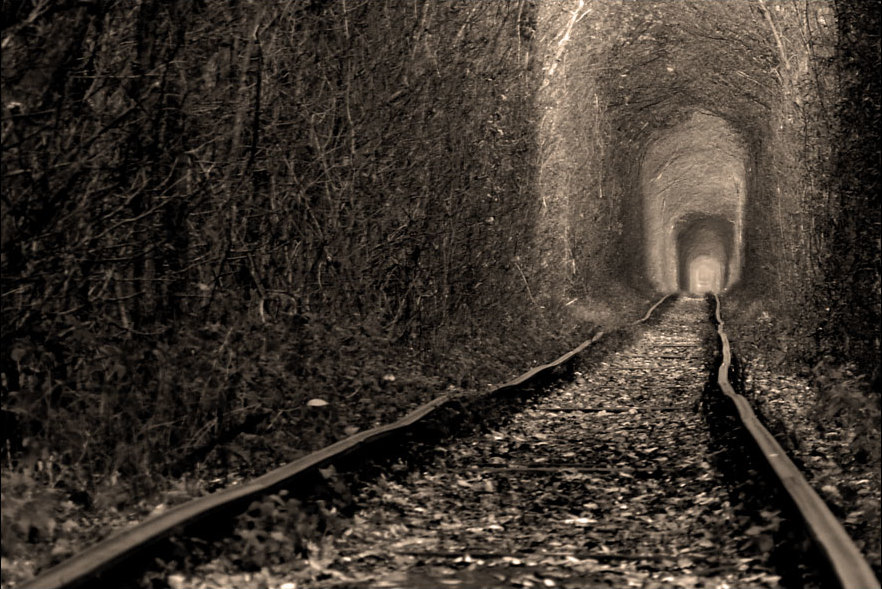
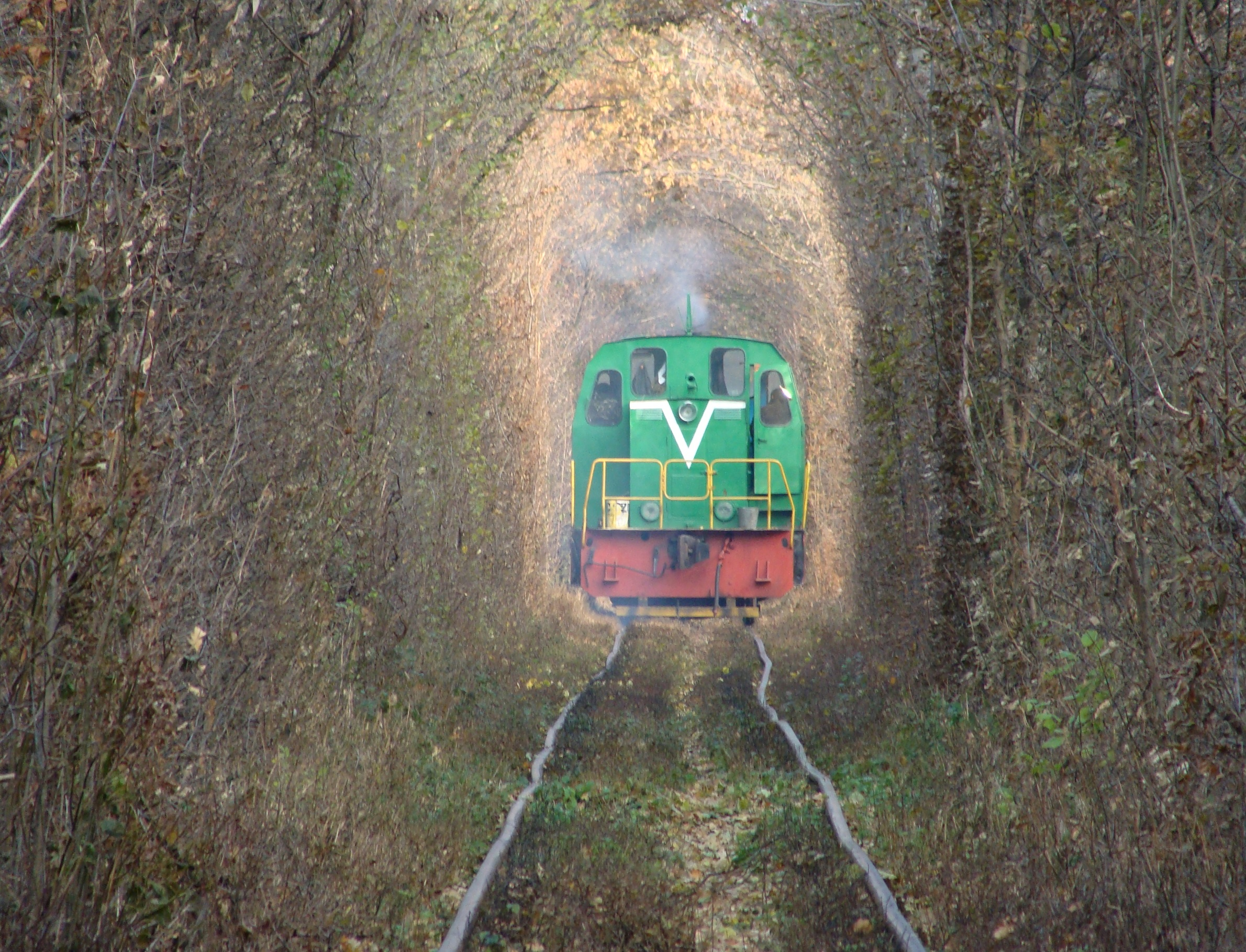
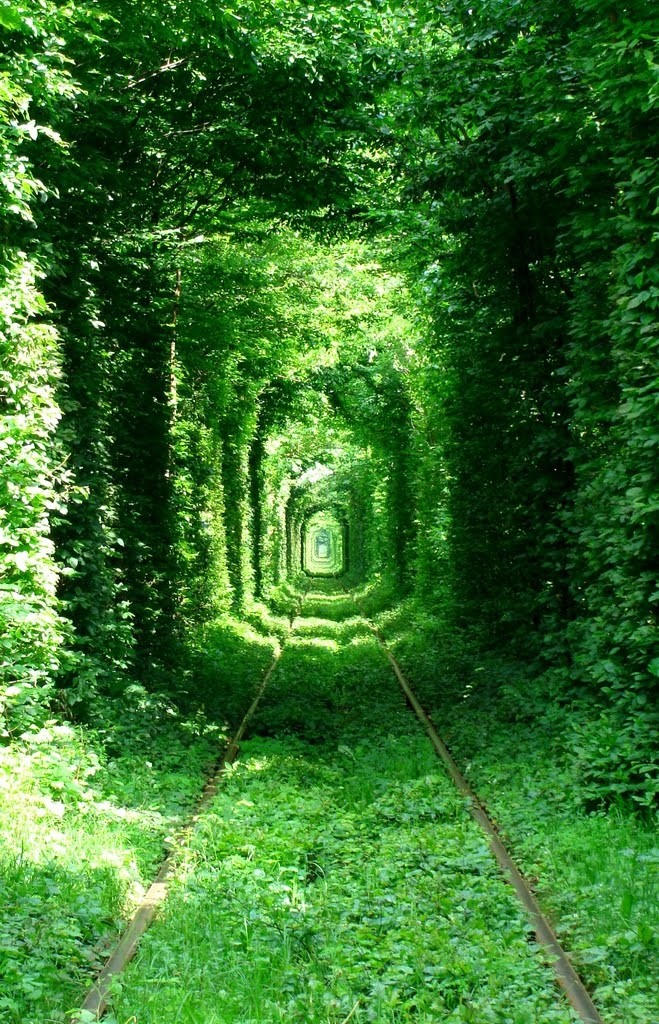
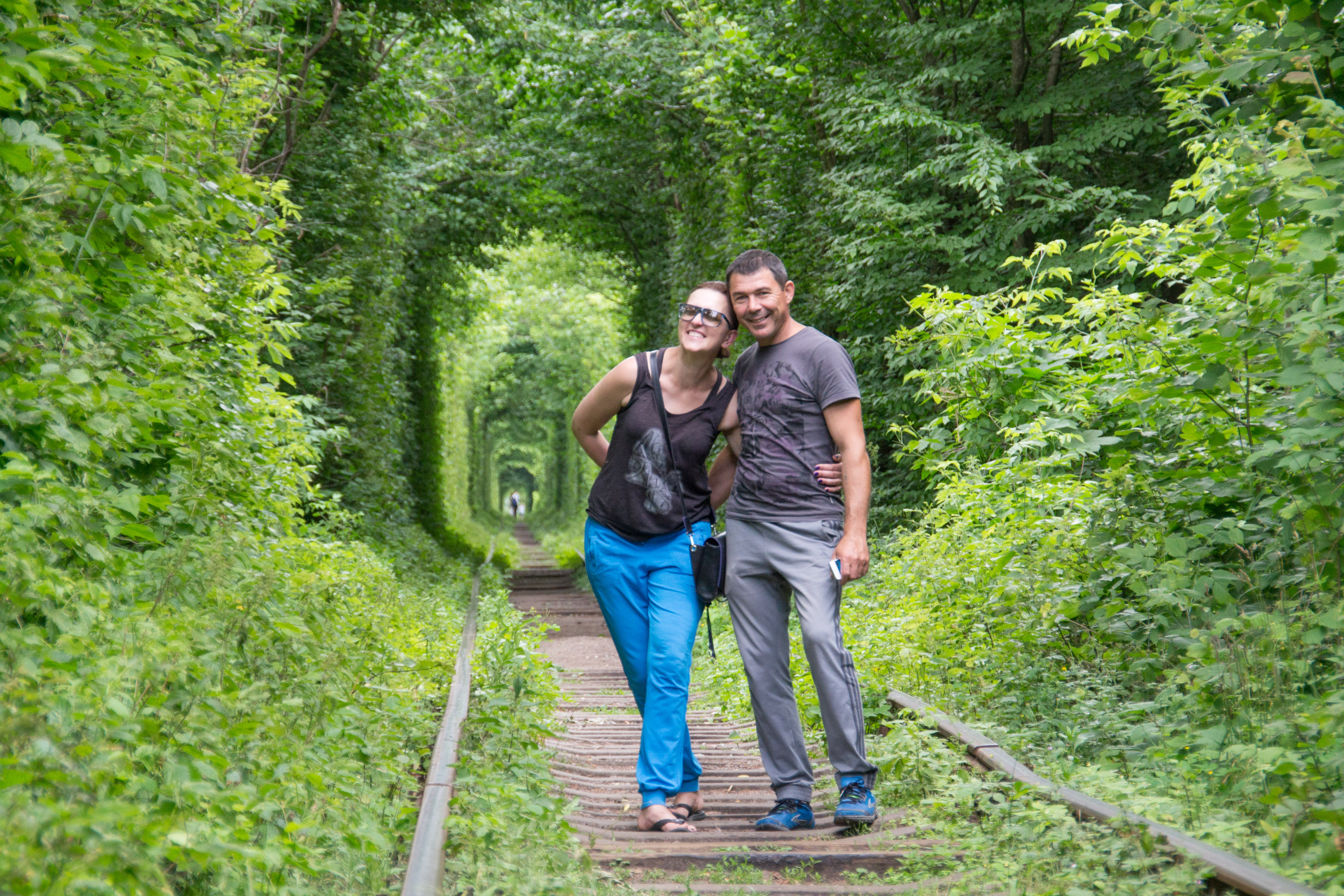

Tunelul iubirii (în ucraineană Тунель кохання, translit. Tunel' kohannea) este numele dat unei porțiuni de linie de cale ferată amplasată lângă orășelul Klevan din Ucraina, care duce spre Orjiv⁠(d). Cu o lungime de 3-5 km, aceasta este împrejmuită de vegetație deasă, care formează un tunel verde pitoresc. Este un loc ales de îndrăgostiți pentru plimbări și sesiuni foto.
Linia de cale ferată Klevan-Orjiv începe din Klevan, de la linia magistrală Kovel-Rivne și se sfârșește la nordul localității Orjiv, unde este amplasată o întreprindere industrială. Orjiv are stație feroviară de pasageri pe linia principală; linia Klevan-Orjiv este folosită doar pentru transport de mărfuri. Linia are 6,4 km lungime, dintre care 4,9 km traversează o pădure. Cel puțin 3 km din această distanță este acoperită de o vegetație densă, care creează efectul de tunel.